# コネチカット州の歴史
コネチカット州の歴史（コネチカットしゅうのれきし、英: History of Connecticut）では、北アメリカ、現在のアメリカ合衆国コネチカット州にヨーロッパ人が到来してからの歴史を扱う。1639年にマサチューセッツ湾植民地にいたトマス・フーカーとその仲間たちは、宗教に関する見解の違いのため、同植民地を離れコネチカットに植民地を設立した。当地に対しては、ロバート・リッチやその他11名の者が既にイングランド王ジェームズ1世から領有権に関するお墨付きを得ていた。初めは三つの開拓地から始まった。当時の呼び方では「植民地」あるいは「プランテーション」であった。これらの初期開拓地は、1662年にイギリス王室の勅許の下に一つの植民地となった。

## コネチカットの植民地
ヨーロッパ人が入ってくる前のコネチカットには多くのアルゴンキン語族インディアンが住んでいた。最初のヨーロッパ人はオランダ人だった。1614年、アドリアン・ブロックがロングアイランド・サウンドの海岸を探検し、コネチカット川を遡って少なくともパーク川との合流点まで行った。そこが現在のハートフォードである。1623年までに新しく設立されたオランダ西インド会社がそこで定期的に毛皮の交易を始め、10年後にはピクォート族や拡張しつつあったイギリスの植民地の攻撃から守るために砦を造った。砦の名前は「希望の家」（またはホープ砦）とされたが、イギリスの進出は止められずハートフォード条約によって撤退に合意し、1654年までに出て行った。
現在のマサチューセッツ州にあったマサチューセッツ湾植民地とプリマス植民地からイギリス人が入ってきて1633年にはウィンザー、1634年にはウェザーズフィールド、さらに1636年にはトマス・フーカーがハートフォードに開拓地を築いた。1636年にはマサチューセッツ湾植民地がコネチカット川河口にセイブルック砦を築いた。別のピューリタン集団が1637年にニューヘイブン植民地を造った。マサチューセッツ湾植民地はコネチカットやロードアイランドにできた植民地をその政体の中に吸収しようとはしなかった。当時は交通も困難であったので対話も難しく、非国教徒の開拓地はやるがままに任せておく方が都合よかった。
ウィンザーにあったイギリス人開拓地と交易拠点は、オランダの交易拠点が上流にあり内陸のインディアンと交流しやすかったので、特にこれを脅かしていた。1633年の秋から冬にかけてオランダ人の1隊が現在のマサチューセッツ州スプリングフィールドまで川を遡り、インディアンに贈り物をしてハートフォードにあったオランダの交易拠点まで交易品を持ってくるよう説得を試みた。この時、不幸なことにオランダ人は天然痘を広めてしまい、その冬が終わるまでにその渓谷一帯にいたインディアンの人口は8,000人以上から2,000人足らずまで減少した。このことで肥沃な渓谷地一帯はその後の開拓には好都合になった。

### ピクォート戦争
ピクォート戦争はニューイングランドで初めての先住民族と開拓者の本格的武装闘争になった。ピクォート族は疫病で打撃をうけ、交易に関しても圧力が掛かっていたので、渓谷を支配する民族として立場を守ろうとした。この地域の開拓者を巻き込む事件が始まった。1635年とその次の春にピクォート族がウェザーズフィールドを襲ったことをきっかけに、3つの開拓地が団結した。300名のピクォート族男女、子供が家を焼き払われ、追撃され虐殺された。
1637年5月1日、各開拓地の者たちはハートフォードの集会所で開催された最初の議会に代表者を送った。これがコネチカットにおける自治の始まりであった。ウィンザーのジョン・メイソンの下に新たに民兵隊を組織しピクォート族に対する宣戦を布告した。戦争が終わったとき、ピクォート族はほとんど壊滅した。1638年のハートフォード条約で他のインディアン種族と合意してピクォート族の土地は植民地のものになった。

### 基本条例
渓谷沿いの町々は戦争に臨んで共通の政府を創った。1639年、政府の資源と形態を文書で定めるときに前例のないような方法を採った。個人の権利を列挙し、自由人が政府の権威のための唯一の資源であるとした。この新しい体制で植民地は急速に人口を増やし拡張した。
1662年4月22日、コネチカット植民地は王室からの勅許取得に成功し、基本条例で創設された自治政府を認められた。大きな変化と言えば、その領域を南はロングアイランド・サウンド、西は太平洋と定められたことであり、この勅許はニューネーデルラントと競合することになった。
1638年以降、ニューヘイブン植民地は川沿いの独立した開拓地であったが、これについても勅許で別の問題が生じた。忌み嫌われたカトリック教徒のヨーク公が管轄するニューヨーク植民地の政府がすでにロングアイランドの植民地を確保していた。1665年1月までに、ニューヨークが折れて出て、ニューヘイブンから議会に代議員を送ってきた。
厳しく残酷なピクォート戦争以後、インディアンの脅威はしばらく無かった。フィリップ王戦争 (1675-1676)はコネチカットにとってまた新しい戦いであった。この戦争は主にマサチューセッツで起こったが、コネチカットは兵士と物資を送った。この結果コネチカットでは先住民の恐れがほとんど無くなってしまった。

### ニューイングランドの支配
1686年、エドマンド・アンドロス卿がニューイングランド王領の総督になった。アンドロスはその任務が1662年の勅許に優先されるものと主張した。まずコネチカットがこれを無視した。しかし、1687年10月遅くアンドロスは陸軍と海軍の支援を得てコネチカットに到着した。コネチカットの知事ロバート・トリートは選択の余地が無いように思ったが議会を招集した。アンドロスは知事に会い、10月31日夕には議会に出席した。
アンドロスは議会の勤勉さとその政治を誉めたが、そこで彼に与えられた命令書を読み上げ、コネチカットの勅許を取り上げるとした。議員たちは勅許状をテーブルの上に置くと一斉にローソクを吹き消した。灯りが戻ったとき勅許状は無くなっていた。この伝説によれば、勅許状は「勅許のオーク」に隠されたと言われている。アンドロスはニューイングランドの新しい議会の委員会に4名の委員を指名し、その首都をボストンに定めた。
アンドロスはニューヨークとマサチューセッツを王領の重要な地域と見ていたので、コネチカットはほとんど無視していた。コネチカットも要求された税金をボストンに送ること以外、ほとんど新しい政府を無視していた。名誉革命が起こりウィリアム3世とメアリー2世が王位に就いたという報せが来ると、ボストン市民はアンドロスを追放した。コネチカット議会が招集され、1689年5月9日に投票を行って勅許を再確認した。その後ロバート・トリートを知事に再選し、その任期は毎年更新されながら1698年まで続いた。

## 領土問題
1650年になされたオランダとの合意に従うと、コネチカットの西の境界はグリニッジ湾の西端から北へ伸びていることになり、「ハドソン川から10マイル (16 km)内には近づかない」ことになっていた。一方で、1682年の勅許では「南の海」すなわち太平洋に至る全ての土地とされていた。
このことは言うまでもなくコネチカットと太平洋の間にある植民地との領土問題に繋がった。1664年3月12日に発行されヨーク公も認めた土地特許では、「コネチカット川西岸からデラウェア湾の東岸までの全ての土地」となっていた。1664年10月、コネチカットとニューヨークの間で合意が成され、ロングアイランドはニューヨークに渡し、両植民地の境界をママロネック川から「北北西にマサチューセッツ境界に伸ばし、途中ハドソン川をピアスキル近くで渡り、現在のニューヨーク州アルスター郡の北東隅近くでマサチューセッツ境界と交わる線と定義された。しかし、この合意は実際には受け入れられず境界論争が続いた。ニューヨーク知事はグリニッジ、ライおよびスタンフォードの住人に逮捕令状を発行し、1682年5月にはコネチカットが自国領と考えていたタリータウンの北に開拓地を造った。最終的に1683年11月28日、交渉によって新しい合意が作られ、ハドソン川から東に20マイル (32 km)の線をマサチューセッツ境界まで伸ばすこととした。住民の希望を入れて、コネチカット・パンハンドルと呼ばれるバイラム川の東61,660エーカー (250 km2)の土地がコネチカットに組み入れられた。その代価としてライの町と、リッジフィールドから北にマサチューセッツ境界まで幅1,81マイル (3 km)の帯状の土地でダッチェス、パットナムおよびウエストチェスター各郡に沿った地域、いわゆる「オブロング」（長方形）はニューヨークに移された。

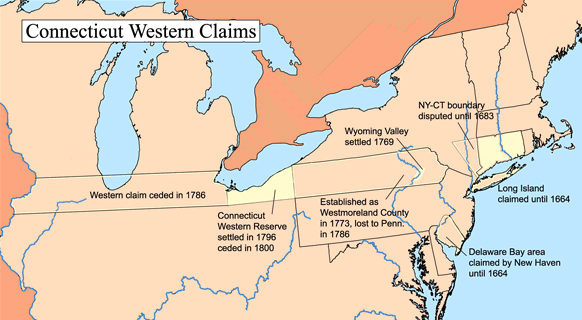
A map showing Connecticut's western land claims.

1750年代、ニューヨークの西側には西部辺境が残されていた。1754年、ウィンダムのサスケハナ会社は先住民族からサスケハナ川沿いのペンシルベニアの3分の1に相当する広大な土地を購入した。このことはペンシルベニアが承認しなかっただけでなく、コネチカットの副知事を含む多くの者からも反対を受けた。知事のジョナサン・トランブルはサスケハナ会社を支持していたが、このような領有権主張は植民地の勅許を危険に曝す恐れがあるというのが反対根拠であった。1769年、ペンシルベニアのウィルクスバリ入植地がジョン・ダーキーと240人のコネチカット開拓者によって設立された。イギリス政府は「イギリス王室が進んで報せるまでコネチカットの開拓地を造ってはならない」と裁定した。1773年、この問題はコネチカット有利に片付き、ウエストモアランドの町が造られ、後に郡となった。
しかし、ペンシルベニアはこの裁定に同意せず、コネチカットとの間に戦端を開いた。その結果1778年7月の攻撃で開拓者150名を殺害し、何千という者を逃亡させた。コネチカットの開拓者は何度もその土地を取り戻そうとしたが、その度に反撃され、遂に1783年12月、調停があってペンシルベニア有利な裁定となった。その後も複雑な訴訟が続いたが、1786年、コネチカットはアメリカ合衆国議会に対する譲渡証書によって所有権主張を諦め、その代償として戦費負債の棚上げと、さらに西の現在のオハイオ州にある土地、いわゆる西部保留地の権利確認を求めた。ペンシルベニアはコネチカットからきた開拓者個人についてはその土地の所有権を認めた。当時その地域はコネチカットのウエストモアランド郡と呼ばれていたが、現在のペンシルベニア州ウエストモアランド郡とは別の所である。
コネチカットがペンシルベニアに対する領有権主張を諦める代償に得た西部保留地は、現在のオハイオ州北東部にある帯状の土地で、エリー湖とペンシルベニアに境を接し、南北に120マイル (190 km)の幅があった。コネチカットは1795年にこの土地をコネチカット土地会社に120万ドルで売却し、区分されて開拓者に販売された。1796年、モーゼス・クリーブランドに率いられた最初の開拓者が町を造り始め、これがクリーブランド市になった。間もなくその土地は「ニューコネチカット」と呼ばれるようになった。
西部保留地の西端25マイル (40 km)幅の土地は、コネチカットが別にして置き、1792年、アメリカ独立戦争中にイギリス軍の襲撃で家を焼かれ、大きな損失を蒙ったダンベリー、ニューヘイブン、フェアフィールド、ノーウォークおよびニューロンドンの人々に対する補償として使われた。この土地はファイアランドと呼ばれた。しかし、この時にはコネチカット州に救済された人々の多くが死亡しているか年を取り過ぎており、実際に移住する者はほとんどいなかった。ファイアランドは今日のエリー郡とヒューロン郡およびアシュランド郡の一部となっている。

## アメリカ独立戦争 (1775年-1789年)
コネチカットは独立戦争に参加した13植民地の中で唯一、内部での革命が発生しなかったところである。その起源からかなりの程度で自治が進行していたからである。ジョナサン・タンブル知事は1769年から1784年まで毎年選出されていた。コネチカット政府は革命後も何の変化も無く、1789年にアメリカ合衆国憲法が成立して初めて変わった。コネチカットに1隻の私掠船があり、ガリフォードと呼ばれた（元イギリス船マース）。

## 建国初期 (1789年-1818年)
ニューイングランドは連邦党の堅い地盤であった。ある歴史家はコネチカットで連邦党が如何に組織されていたかを次のように説明している。
連邦党に力があるので、民主共和党が勝つためにはそれ以上の努力が必要だった。1806年、州の指導者が次の選挙のための支持を町の指導者に送った。あらゆる町の管理者は州の指導者から「町の各地区に一人の地区監督者を指名し、その監督者が誠実に義務を果たす確認を得ること」と告げられた。続いて、町の監督者は、税金を払っている人の数、資格のある投票者の数、何人が民主共和党に決め、何人が連邦党に決め、また未定であるか、現在は投票資格が無いが次の選挙では（納税や年齢で）資格ができる支持者はどのくらいいるかなどの報告を求められた。これら詳細な報告が郡の監督者に届けられた。それが郡全体の統計値にまとめられ、州の監督者に送られた。新しく集計された投票者のデータを元に町の監督者は町の集会に投票権者を集めるように言われ、また若い者が投票権を取得する手伝いをするよう告げられた。毎年の町の公式集会では、監督者は「どれだけ民主共和党員がいるかに気をつけ、全作業が終わるまで残って投票を見届けること。各地区監督者は欠席した民主共和党員の名前と、もし知りうるなら欠席の理由も町の監督者に報告する」よう言いつけられた。監督者の仕事で最も重要なことは地方の選挙の候補者を指名することであり、党公認候補者名を印刷して配ることであった。州の監督者は党の新聞をそれぞれの町に配り、町の監督者はそれを地区の監督者に配る責任があった。この高度に組織化された投票推進運動は現代の選挙運動にも通じるものがあるが、世界の歴史の中でも初めての類のものであった。
この当時のコネチカットは繁栄しており、海港は多忙で最初の繊維工場が造られていた。米英戦争のあいだ、アメリカの禁輸措置とイギリスの海上封鎖により、輸出業には大きな打撃となったが、これが国内産業の急速な成長を促すことになった。イーライ・ホイットニーは、コネチカット州を機械工具や工業技術の分野で世界のリーダーにした多くの技術者や発明家の一人である。コネチカット州はその連邦党やティモシー・ドワイトのイェール大学によって代表される政治的な保守性で知られた。顕著な知識人はドワイトの他に、ニューヘイブンで大きな辞書を編纂したノア・ウェブスターがいた。宗教的には会衆派教会が連邦党と結託しており、その力を維持しようとしていたので、州の評価を二分させていた。1814年に開催されたハートフォード会議の失敗によって連邦党は失墜し、1817年には民主共和党に完全に打ち負かされた。

## 近代化と工業
植民地時代の1701年、米国で3番目に古いイェール大学が植民地議会の議決により設立された。コネチカットの最初の発明は1765年キリングワースのエイベル・ブールによる宝石細工機械であった。1790年に特許制度ができてから1930年までに、コネチカット州は他の州よりも多くの一人当たり発行特許数を誇った。1800年代、アメリカ合衆国で3,000人に1件の特許が発行されたが、コネチカット州では700人から1,000人に1件の特許が発行された。
司法
コネチカット州は1817年まで、1662年の英国王の勅許状に固執していたが、40年前のアメリカの独立によって、勅許状の中身はもはや通用しなくなっていた。1818年、新しい憲法が採択され、コネチカット州と教会の分離、およびあらゆる信教の平等を謳った最初の成分法令となった。州政府の権力が強化され、判事は終身仕えることを認めることで司法との独立性も強まった。
林業
一方、植民地時代から続く林業による樹木伐採のため、1850年までに森林被覆率は90％以上から30％以下に下落しており枯渇の危機があった。このことから米国で初めて州保護林運用政策が策定された。
工業
1892年にはゴム会社のUSラバーが設立され、20世紀の自動車産業の発展に貢献した。コネチカット州は豊富な水資源と航行可能な水路を生かして工業原料の生産を始め、ヤンキーの労働倫理もあって急速に工業化のリーダーになった。

## 20世紀

### 移民
ニューヘイブン、ウォーターバリーおよびハートフォードにあるコネチカットの工場群はヨーロッパからの移民を引き付けた。最も多かったのがイタリア人とポーランド人であり、他の東ヨーロッパの人々も多かった。必要とされた非熟練労働者を供給し、歴史的にプロテスタントの州にカトリックをもたらした。この時期には少なからぬ数のユダヤ人移民も入ってきた。1910年にはコネチカットの人口の30%は移民であった。
第一次世界大戦では、軍需品の生産が最大の産業になり、世界恐慌まで続いた。

### クー・クラックス・クラン
クー・クラックス・クランについては、1915年にジョージア州で再結成されたときにコネチカット州でも追随者が出た。アメリカのプロテスタントによる管理を説き、黒人、ユダヤ人およびカトリック教徒を抑圧することを望んだ。コネチカット州でクー・クラックス・クランが評判を呼んだのは短期間であったが、1925年の最盛期には会員数が15,000人に達していた。活動が盛んだったのはニューヘイブン、ニューブリテンおよびスタンフォードであり、どこもカトリック教徒が多い所だった。
1924年の選挙のとき、スタンフォードで州内でも最大のクー・クラックス・クラン集会が開かれた。ダリエンのグランド・ドラゴン・ハリー・ルッターマンが集会を組織し、数千人の会員が出席した。
州の民主共和党はその年の綱領に反クー・クラックス・クランの政策を入れることを拒否した（カトリック教徒の投票を当てにしていた民主共和党はクー・クラックス・クランを非難していた）。スタンフォードの民主共和党はその地域でのクー・クラックス・クランの活動に対する前線としてリンカーン民主共和党クラブを使った。「スタンフォード・アドヴォケイト」は地元の民主共和党員による署名入り広告を掲載した。クー・クラックス・クランはこれに反応して広告を出版し、最初の広告における移民の名前を指摘した。
1926年までにクー・クラックス・クランの指導層が分裂して力を失ったが、スタンフォード、ブリッジポート、ダリエン、グリニッジおよびノーウォークではその後も何年か小さな支部が維持された。クー・クラックス・クランはその後州内からは消滅した。

### 世界恐慌と戦争の時代
1929年に始まった世界恐慌以降、都市部でも田園地帯でも失業率が増加し、コネチカットの民主党は権力を取り戻す機会と捉えた。この運動の中心となったのはイェール大学の英語の教授で州知事のウィルバー・ルーシャス・クロスであり、フランクリン・ルーズベルトのニューディール政策を真似して新しい公共事業を起こし、最低賃金を設定した。この時期にメリット・パークウェイが建設された。
しかし、1938年、民主党は物議を醸して衰退し、レイモンド・E・ボールドウィン知事の下で共和党が直ぐに権力を取り戻した。コネチカット州は2大政党が激しく競い合う州となった。
長引いた不況に取って代わったのは、アメリカが第二次世界大戦に関わったことであり、これで空前の景気に沸いた。ルーズベルト大統領がアメリカは「民主主義の兵器庫」という呼びかけを行ったことで、航空機用エンジン、ラジオ、レーダー、近接信管、ライフル銃など多くの軍需物資関連産業が目覚しい成長を遂げた。プラット・アンド・ホイットニー社が航空機用エンジンを造り、チェニー社は絹のパラシュートを縫製し、エレクトリック・ボート社は潜水艦を造った。これらに加えて、以前からある工業種である銃、船舶、制服、弾薬、および大砲などの製造が賑わった。2007年のテレビ・ドキュメンタリー・シリーズ「ザ・ウォー」では、ケン・バーンズがウォーターバリーでの弾薬製造に焦点を当てた。弾薬製造は1945年でほとんど終わったが、ハイテク電子部品や飛行機部品の製造は今も続いている。

### 冷戦期間の繁栄
冷戦期間、コネチカット州では最初の原子力潜水艦USSノーチラスやペンタゴン向けの基本的な武器を製造した。1960年代初めには雇用率が上がり、一人当たりの収入ではアメリカでも最大の州となった。生活水準が上がり、大都市の周りに様々な郊外地域が開発された。コネチカット・ターンパイクのような主要幹線道路が建設され、それまでの小さな町が大規模開発の対象となり、その傾向は現在でも続いている。この時期に州内人口の成長率もピークを迎え、1950年から1970年の間に100万人以上増加した。
1964年、アメリカ合衆国最高裁判所の指示により、コネチカット州議会は新しい憲法を採択して「一人一票」を認めることになった。この目的は、それまで小さな町の代表の数が多かった州議会に、都市部から人口に比例した平等な代議員を送り出せるようにしたことである。これは都市部で強い民主党には好都合であり、ジョン・M・ベイリー党首の任期中は議会を制した。1954年から1986年まで、民主党は知事選で1度負けただけであった。1974年、ベイリーの子分であるエラ・T・グラッソは夫の後を継いだのではない最初の女性知事になった。
コネチカット州の繁栄は1980年代末まで続いた。この時期に、ゼネラル・エレクトリック、アメリカン・ブランズ、およびユニオンカーバイドのような著名企業がフェアフィールド郡に拠点を移した。フェアフィールド郡はニューヨーク市に近接しており、多くの労働者はメトロ・ノース鉄道を使って通勤が可能で、ニューヨーク大都市圏と一体となって繁栄した。現代のコネチカット州は圧倒的に郊外型の中流階級の州となっており、その中に幹線道路や都市部とは比較的無縁な小さな田園地帯が忘れられたように存在している。ロナルド・レーガン大統領が始めた防衛構想の時には、エレクトリック・ボートの造船所、シコルスキーのヘリコプターおよびプラット・アンド・ホイットニーの航空機エンジンなどの雇用者が多く、特に繁栄した。恐らくはその結果として、1970年代と1980年代の選挙では共和党の勢力が州内で優勢となった。

### 20世紀末
コネチカット州の防衛産業は冷戦の終結と共に経済的危機に立った。その結果州財政が危機に陥り、1990年の選挙では、第3党のローウェル・ワイカーが知事に当選した。ワイカーの対症療法である所得税は予算を平衡させることには効果的であったが、政治的には不人気で、ワイカーは1期で退任した。
コネチカットの多くの都市でアフリカ系アメリカ人やラテン系の人口が著しく増えたのはこの時期であり、それまでの白人と比べて生活水準は下がった。多くの者が生活に窮し、多くの分野で過激な行動に走ったので、スラム街の近代化や学校制度の中での人種差別廃止が進められた。1987年、ハートフォードはアメリカの都市では初めて女性アフリカ系アメリカ人のキャリー・サクソン・ペリーを市長に選んだ。
ピクォート族の子孫がその居留地に数百万ドルのカジノ複合施設を建設する計画を始めた。フォックスウッズ・カジノは1992年に完成し、そこから上がる巨大な収益でマシャンタケット・ピクォートは国でも最も裕福な居留地になった。新しく得た金で、マシャンタケット・ピクォート博物館および研究センターのような大きな教育と文化の計画が遂行された。モヒガン居留地でもその後直ぐに政界の認識を得て、1994年にアンカスビル町の近くに別のカジノ、モヒガン・サンを始めた。カジノ・ギャンブルの成功によって、州の経済の中心は製造業から娯楽の方に移り、他にはケーブルテレビのESPN、金融面でヘッジファンドなどのサービス、およびファイザーのような薬品会社が伸びてきた。

## 21世紀
2001年9月11日のアメリカ同時多発テロ事件では、コネチカット州の住人61人が犠牲となった。その多くはフェアフィールド郡の住人であり、ワールドトレードセンターで働いていた。他にはグリニッジで12人、スタンフォードとノーウォークで各9人、およびダリエンで6人が巻き込まれた。州ではウエストポートのシャーウッド島州立公園に記念碑を建立した。そこからはニューヨーク市のスカイラインが見える。
2005年4月、コネチカット州は同性カップルの結婚する権利を認める法律を通した。しかし、この法律では「市民組合」と呼ばれる組合を作り、その組合員がもう一方の性である組合に限って結婚を認めることを要求した。コネチカット州は州の政治では突出した問題に対して法廷の判例無しに市民組合を認める法律を通した最初の州になった。
21世紀の初めには政治的なスキャンダルが続いた。その焦眉は2004年のジョン・G・ローランド知事の汚職問題で、その捜査中に知事が辞職したことである。ローランドは後に連邦法に対して有罪を認め、その後継者M・ジョディ・レルはローランドのスキャンダル後の改革に努めている。
コネチカット州の刑事司法制度は1960年以来となる死刑、すなわち2005年に処刑された連続殺人犯マイケル・ロスの問題、および2007年7月にチェシャーで起こった凶悪な強盗殺人事件で揺れ動いている。ペティット殺人事件で告発された容疑者は仮出所中だったので、レル知事は州の刑事司法政策を全面的に見直す約束をした。